# Opprobrium
Az Opprobrium (korábbi nevén Incubus) amerikai death/thrash metal együttes. 1986-ban alakultak meg a louisianai Metairie-ben. Jelenlegi tagok: Francis M. Howard, Scot W. Latour és Moyses M. Howard. Volt tagok: Mark Lavenia, Luiz Carlos, André Luiz és Pete Slate.
A nevüket azért változtatták meg, hogy ne keverjék össze őket az emberek a funk-metalt játszó, szintén Incubus nevű zenekarral. Szövegeik témái a halál és az erőszak. Néha keresztény utalásokat is „belecsempésznek” a dalaikba. Egyszer már feloszlottak, 1991-ben. 1999-ben azonban újra alakultak, és a mai napig működnek. Érdekességként megemlítendő, hogy kisebb botrány is alakult ki körülöttük, amikor elterjedt, hogy a Metallica gitárszólókat lopott tőlük,
de végül kiderült, hogy ez nem igaz.

## Diszkográfia
- Serpent Temptation (1988)
- Beyond the Unknown (1990)
- Discerning Forces (2000)
- Mandatory Evac (2008)
- The Fallen Entities (2019)